# Akademiet for det hebraiske sprog
Akademiet for det hebraiske sprog (hebraisk: הָאָקָדֶמְיָה לַלָּשׁוֹן הָעִבְרִית, HaAkademya laLashon haIvrit) blev oprettet af den israelske regering i 1953 som "øverste institution for stipendium på det hebraiske sprog."